# 라닐 위크레마싱헤
라닐 위크라마싱하(싱할라어: රනිල් වික්‍රමසිංහ, 타밀어: ரணில் விக்கிரமசிங்க, 영어: Ranil Wickremesinghe, 1949년 5월 24일~)는 스리랑카의 정치인으로, 2022년 7월 21일부터 2024년 9월 23일까지 제9대 스리랑카의 대통령으로 재임하였다. 그는 또한 스리랑카의 재무부 장관직을 가지고 있다. 그는 중도우파 통합국민당 소속의 국회의원이고, 1994년부터 통일국민당의 지도자였다. 그는 1993년부터 1994년까지, 2001년부터 2004년까지, 2015년부터 2018년까지, 2018년부터 2019년까지, 그리고 2022년에 6개의 정부를 이끌면서, 다섯 개의 분리된 기간 동안 스리랑카의 총리를 역임했다. 그는 또한 1994년부터 2001년까지 그리고 2004년부터 2015년까지 야당의 당수를 역임했다.
부유한 정치 가문에서 태어난 그는 실론 대학교를 졸업했고 1972년 실론 로스쿨에서 변호인으로 자격을 얻었다. 1970년대 중반 통일국민당과 함께 활발한 정치에 입문한 그는 1977년 총선에서 비야가마 선거구에서 처음으로 국회의원으로 선출되었고 그의 삼촌이자 대통령 주니우스 리차드 자야와데네에 의해 외무부 차관으로 임명되었다. 그 후 청년고용부 장관으로 임명되어 스리랑카에서 최연소 내각 장관이 되었다.
1989년 라나싱헤 프레마다사 대통령은 위크라마싱하를 산업, 과학기술부 장관 및 하원 의장으로 임명했다. 1993년 프레마다사 암살과 대통령직 승계 이후 딩기리 반다 위제퉁가의 뒤를 이어 총리가 되었다. 1994년 11월, 그는 1994년 대통령 선거 운동 기간 동안 가미니 디사나야케가 암살된 후 야당의 당수로 임명되었다. 위크라마싱하는 1999년과 2005년 대통령 선거에서 각각 통일국민당 후보였으나 찬드리카 쿠마라퉁가와 마힌다 라자팍사에게 패배하였다.
2015년 1월 8일, 위크라마싱하는 2015년 대통령 선거에서 마힌다 라자팍사를 꺾은 마이트리팔라 시리세나 대통령에 의해 총리로 임명되었다. 그의 연합인 좋은 통치를 위한 통일국민당은 2015년 총선에서 106석을 얻어 승리했다. 비록 과반수에는 미치지 못했지만, 위크라마싱하는 35명 이상의 스리랑카 자유당 당원들이 그의 내각에 합류하면서 총리로 재선되었다. 2018년 10월 26일 마힌다 라자팍사 전 대통령을 총리로 임명하면서 마이트리팔라 시리세나 대통령에 의해 총리직에서 해임되었고, 위크라마싱하는 이를 받아들이지 않아 스리랑카 헌정위기를 초래했다. 2018년 12월 16일 시리세나가 해임을 철회하고 총리로 재신임하면서 위기는 일단락되었다. 2019년 11월 20일 총리직에서 물러났으며, 2019년 대선에 이어 다시 마힌다 라자팍사가가 총리직을 승계했다. 그는 2020년 의회 선거에 출마했지만, 의회 의석을 확보하는 데 실패했다.
그는 통일국민당의 국가명부 국회의원으로 다시 입당했고, 2021년 6월 23일 국회의원으로 취임했다. 2022년 5월, 위크라마싱하는 고타바야 라자팍사 대통령에 의해 다시 총리로 임명되었다. 2022년 7월 9일, 위크라마싱하는 시위대에 의해 점령된 고타바야 라자팍사 당시 대통령의 저택과 함께 그의 개인 저택이 불타는 것을 목격한 대규모 반정부 시위 중에 사임할 용의가 있다고 발표했다. 그는 새 정부가 구성되면 총리직을 사임하는 데 동의했다.
위크라마싱하는 전임자인 고타바야 라자팍사가 해외로 도피한 후, 2022년 7월 13일 대통령 권한대행이 되었다. 라자팍사는 2022년 7월 14일 사임했고, 다음날 위크라마싱하는 스리랑카의 대통령 권한대행으로 취임했다. 같은 날, 그는 대통령 연설을 할 때 공식적으로 대통령 기준을 폐지하고 "각하"라는 스타일을 없애기로 결정했다. 2022년 7월 20일, 위크라마싱하는 의회 선거를 통해 제9대 대통령으로 선출되었다. 2022년 7월 21일, 그는 스리랑카 대통령으로서 의회에서 대통령 선서를 했다.

## 어린 시절 및 교육
1949년 3월 24일 콜롬보에서 에스몬드 위크라마싱하와 날리니 위크라마싱하의 둘째 아들로 태어났다. 그의 아버지는 신문사의 레이크 하우스 그룹을 인수하는 언론 남작이 된 변호사였다. 그의 할아버지는 실론 민정국의 시릴 위크라마싱하와 언론계 남작인 돈 리차드 위제바르데나이다.
위크라마싱하는 왕립 준비학교와 콜롬보에 있는 왕립 대학에서 교육을 받았고, 당시 총리 솔로몬 반다라나이케의 아들인 아누라 반다라나이케와 사회주의 지도자 필립 구나와르데나의 아들인 디네시 구나와르데나의 반 친구이자 친구였다. 위크라마싱하는 현재 콜롬보 대학교인 콜롬보 캠퍼스에 있는 실론 대학교의 법학부에 입학했다. 졸업 후, 그는 실론 로스쿨에서 법 시험을 마치고 QC의 헥터 윌프레드 자야와데네 아래에서 견습 생활을 한 후 1972년에 변호인으로서 선서를 했다. 그는 1973년 법조계의 변화에 따라 법률 변호사가 되었다. 위크라마싱헤는 경제, 교육 및 인권 개혁에 기여한 공로로 2017년 2월 14일 호주의 디킨 대학교에서 명예 박사 학위를 받았다.

## 정치 경력
위크라마싱하는 통합국민당에 입당했고 그 직위를 통해 진보했다. 그는 1970년대 중반 켈라니야 선거구의 최고 조직원으로 임명되었고, 후에 1977년 총선에서 승리하여 의회에 입성했던 비야가마 선거구의 최고 조직원으로 임명되었다. 1977년 10월 5일 청년고용부 장관으로 승진하여 스리랑카의 최연소 각료가 되었다. 장관으로서 그의 임기 동안, 그는 학교 졸업생들에게 직업 훈련과 직업 훈련을 제공하는 스리랑카 국가 경비대와 국가 청소년 서비스 협의회 (NYSCO)를 시작했다. 1980년 2월 14일 위크라마싱하는 교육부 장관이 되었다.
라나싱헤 프레마다사의 대통령 하에서, 위크라마싱하는 1989년 2월 18일 산업부 장관으로 임명되었고, 그 아래에서 그는 산업 개혁을 시작하고 비야가마 특별 경제 구역을 설립했다. 1990년, 그는 과학과 기술의 추가 포트폴리오를 받았다. 위크라마싱하는 통일국민당의 선임 동료인 랄리스 아툴라트무달리와 프레마다사 대통령의 라이벌이었던 가미니 디사나야케와 경쟁했다. 그는 1989년에 하원의장으로 임명되었다.

## 대통령직
7월 13일, 여론이 악화되고 대규모 시위가 발생하자 고타바야 라자팍사 대통령은 국외로 도피했고, 위크라마싱하는 총리직 때문에 대통령 권한대행직을 주장하며 스리랑카에 비상사태를 선포했다. 라자팍사의 공식 사임 이후, 위크라마싱하는 7월 15일 대법원장 자얀타 자야수리야 앞에서 스리랑카 대통령 권한대행으로 취임했다. 이전에는 국회에서 오직 한 의석만을 가진 그의 당과 함께 내셔널 리스트의 하원의원이었던 위크라마싱하는 동시에 대통령, 총리, 국방부 장관, 기술부 장관, 재무부 장관이 되었다. 대통령 권한대행이 되자, 위크라마싱하는 "각하"를 대통령의 존댓말 접두사로 사용하는 것을 금지했고 공식적으로 대통령 국기의 사용을 폐지했다.
7월 20일, 그는 2024년 11월에 끝날 예정이었던 라자팍사의 남은 임기를 위한 비밀 투표에서 스리랑카 의회에 의해 제9대 스리랑카 대통령으로 선출되었다. 그는 134표 대 82표로 그의 주요 경쟁자였던 덜루스 알라하페루마를 이겼다. 7월 21일, 그는 대법원장 자얀타 자야수리야에 앞서 국회의사당에 제9대 스리랑카 대통령으로 취임 선서를 했다. 하루 후, 그는 동창인 디네시 구나와르데나를 총리로 임명했다.
2022년 9월 위크라마싱하는 찰스 3세의 초청으로 엘리자베스 2세 여왕의 장례식에 참석하기 위해 국가 원수로서 영국을 방문했다.

### 반정부 시위 진압
그가 대통령으로 임명된 직후, 위크라마싱하는 2022년 반정부 시위를 단속하겠다고 맹세했다. 위크라마싱하는 시위자들이 "파시스트"라고 주장했다. 보안군은 위크라마싱하가 취임한 다음 날인 7월 22일 이른 시간에 갈 페이스 그린의 시위 현장을 급습했다. 시위자 50명이 부상을 입었고 2명이 입원했다. BBC 기자들도 공습 중에 공격을 받았다. 스리랑카 변호사 협회 회장인 살리야 피에리스는 이번 공습을 비난했다. 사라 헐튼 스리랑카 주재 영국 고등판무관도 우려를 표명했다.

### 경제위기 대처
위크라마싱하는 전임자 임기의 마지막 며칠 동안 시작된 경제 회복을 위한 정부 정책을 계속했다. 그의 행정부는 국가의 에너지 위기를 통제하기 위해 전력 배급을 계속하고 연료 배급을 도입하는 한편, 2022년 말까지 IMF 구제금융 패키지를 확보하기 위해 정부 수입을 증가시키는 것을 목표로 직접세를 인상했다. 이러한 세금 인상은 대체로 인기가 없었고 영향을 받은 부문에 의해 조직된 시위를 촉발시켰다. 스리랑카는 2022년에 경제의 11%가 위축되었고, 2022년 12월에 인플레이션이 54%로 정점을 찍었다. 위크라마싱하는 스리랑카가 위기에 처한 2023년 2월 4일 독립 75주년 기념행사를 주최한 것에 대해 비판을 받았다.
위크라마싱하 행정부는 2023년 3월 초 IMF가 스리랑카에 대한 구제금융안 중 3억3000만 달러를 승인했다고 의회에 발표하면서 중요한 이정표를 달성했다. IMF 구제금융은 세계은행, 아시아 개발 은행 및 기타 대출 기관들로부터 37억 5천만 달러 이상의 추가 지원을 받을 것으로 예상되며, 스리랑카가 840억 달러 상당의 공적 부채 중 상당 부분을 재투자할 수 있는 길을 열어줄 것으로 예상된다.

## 역대 선거 결과
| 선거명      | 직책명            | 대수 | 정당       | 득표율 | 득표수      | 결과 | 당락 |
| ----------- | ----------------- | ---- | ---------- | ------ | ----------- | ---- | ---- |
| 1999년 선거 | 스리랑카의 대통령 | 5대  | 통일국민당 | 42.71% | 3,602,748표 | 2위  | 낙선 |
| 2005년 선거 | 스리랑카의 대통령 | 6대  | 통일국민당 | 48.43% | 4,706,366표 | 2위  | 낙선 |
| 2022년 선거 | 스리랑카의 대통령 | 9대  | 통일국민당 | 61.19% | 134표       | 1위  |      |
| 2024년 선거 | 스리랑카의 대통령 | 10대 | 무소속     | 17.27% | 2,299,767표 | 3위  | 낙선 |